# Rudolf Petersson
Rudolf Petersson, född 17 juni 1896 i Halmstad, död 17 april 1970 i Enhörna, var en svensk illustratör och tecknare, känd som skapare av serien 91:an Karlsson. Rudolf Petersson var bror till konstnären Anna Tenggren-Brink och farbror till textilkonstnären Ingrid Dessau.

## Biografi

### Tidiga år
Rudolf Peterson föddes i Halmstad 1896 och var son till den tidigt avlidne köpmannen Viktor Petersson och folkskollärarinnan Sofia von Friedrichs. Petersson växte upp med sin mor och tre syskon, Hans första serieproduktion var karikatyrsamlingen "Känt folk" som han började teckna vid sjutton års ålder 1913. Han studerade sedan vid Valands konstskola i Göteborg 1915-1916 innan han 1916 ryckte in som värnpliktig vid Hallands regemente (I16) i Halmstad. Det var den här tiden som senare skulle komma att ligga till grund för 91:an-serien, även om han då mest av allt ville satsa på en konstnärskarriär inom måleri. Han muckade från I16 1918 och tecknade 1919-1921 sporadiskt för tidningen Strix. När hans syster Anna Petersson och hans studiekamrat från Valand, Gustaf Tenggren, vilka gift sig 1918, beslöt att emigrera till Amerika följde han efter dit 1921. Där var han reportagetecknare åt dagstidningen Cleveland News i några år. I USA mötte han också sin blivande hustru, norskfödda Asta Sofia Eriksrud. De gifte sig 1931 och bosatte sig därefter i Stockholm där Peterson framför allt arbetade med dagstidningarnas söndagsbilagor. Därefter flyttade de till Ytterenhörna socken utanför Södertälje där de sedan bodde större delen av sina liv.

### 91:an
Det var i Ytterhörna som Rudolf Peterssons mest kända verk, 91:an, kom till, och 1932 publicerades det första avsnittet av "beväringsmannen 91 Karlssons öden och äfventyr" som den hette då i veckotidningen Allt för alla. Kort därefter flyttades dock serien till en annan veckotidning, Levande Livet, där den stannade kvar så länge Rudolf tecknade serien. 1937 började också den norska versionen "Nr. 91 Stomperud" att publiceras i den norska veckotidningen Norsk Ukeblad.

### Övriga serier
Förutom 91:an så fortsatte Rudolf Petersson att teckna skämtteckningar och omslag till tidningar och skapade också en annan serie vid namn ”Hjälpsamma Jönsson”, serien fick dock inget betydande genomslag och lades ner efter tolv år.

### Senare år
När 91:an-tidningen startades 1956 blev arbetsbördan ganska tung. När Rudolfs hustru Asta Eriksrud gick ur tiden 1959 lär detta ha varit ett hårt slag för honom. Detta tros vara huvudorsakerna att han valde att överlåta 91:an åt andra kreatörer såsom Nils Egerbrandt. Han försvann därefter från rampljuset, men tilldelades den första Adamsonstatyetten av Svenska Serieakademin 1965. Han avled 1970 vid en ålder av 73 år.